# 聖劍傳說 ～最終幻想外傳～
《圣剑传说 ～最终幻想外传～》是最终幻想系列衍生作品，为圣剑传说系列首部作品。游戏由史克威尔1991年在Game Boy平台首发，Sunsoft于1998年4月在北美再度发行游戏。
游戏开发最初定名“格玛骑士”，使用和初代《塞尔达传说》大致相似的游戏系统，但加入了角色扮演游戏能力值的元素。游戏和《最终幻想 神秘历险》一起，是最早在欧洲发行的最终幻想游戏。2003年发行的重制版《新约 圣剑传说》在剧情和系统方面做了改变。游戏二度重制于日本手机平台，但仅较原版提升了画面和音乐。
剧情围绕着男主角和年轻女主角，试图阻止古蘭斯的暗影騎士及其法师随从尤利烏斯，消灭玛那之树恢复他们世界的故事。游戏有陆行鸟等很多最终幻想系列中常见的元素，但在这些元素在后来的圣剑传说作品中都不再出现。
《圣剑传说》在发行时普遍获得正面评价，特别是其强有力的剧情和创新的理念。随着时间推移，评论员认为游戏是Game Boy上最佳动作冒险游戏之一。游戏发展成为独立的系列，系列获得了成功。

## 游戏玩法
游戏和FC游戏机上的初代《塞尔达传说》类似；世界使用俯视视角，风格为许多适合在屏幕上显示的不同区块，主角可以在屏幕中上下左右移动。玩家可以在城镇中和他人交谈，以获得信息或买卖装备道具。和在场景屏幕上出现的各种敌人交战可以获得经验值、金币和道具。为了在迷宫区域前进，玩家必须解开遇到的谜题。玩家还可以随时储存游戏。游戏中的一些武器可以在通过障碍后找到，如穿过树木或切开荆棘。
如同标准的角色扮演游戏，主角有生命、力量和体力等数项能力值，它们都会随着经验值等级提升而增加。发动可以治愈自己与攻击敌人的魔法会消耗角色的MP。魔法只能在特定地点，或是剧情发展到特定时间从其他角色处获得，此外还有影响主角攻击力度的力量条——条越满，攻击的力度就越大。条的充满速度直接由角色意志等级影响。条会随着时间缓慢充满，但主角一旦发动攻击，条就会清空。当条完全充满且主角装备攻击武器时，就会发动特殊攻击。
此外在剧情中，有时会有不可控角色和主角同行，他们会在冒险中做出不同帮助主角的行动。游戏还引入攻击城镇居民的功能，当下大多数角色扮演游戏依然没有此设定。

## 剧情
男主角（由玩家起名，在聖劍傳說ECHOES of MANA為希洛）是暗影騎士的奴隶剑士。一天男主人公的朋友告诉了他暗影騎士的目的，并请他寻找一名叫波加德的骑士。在他从监狱逃跑时，得知暗影騎士正在寻找玛那圣地的钥匙，以控制维持生命力量来源的玛那之树。在同样寻找波加德的女主角（由玩家起名，在聖劍傳說ECHOES of MANA為西蘿茵）的帮助下，两人找到了波加德，他建议二人去寻找一个名为Cibba的人。在寻找Cibba的旅程中，女主角被绑架，而男主角和一个神秘男子将其救了出来。在见到Cibba后，他给出了女主角母亲的留言，一行得知了她是玛那之树守护者的后裔，而吊坠则是那把钥匙。神秘人发现她的吊坠后表示，它是暗影騎士的顾问尤利烏斯，并将女主角绑架。男主角试图救出女主角但没能成功，并被尤利烏斯打下飞空艇。而女主角在男主角掉下飞空艇前将吊坠交给了他。
男主角之后遇到了同样从监狱逃出的亞曼達，他为了恢复弟弟雷斯達的自由偷走了吊坠。Jadd市长Davias拿走了吊坠却将雷斯達变成了鹦鹉。男主角和亞曼達为了打破魔咒，前去对战美杜莎获得它的眼泪。他们杀死了美杜莎，但亞曼達因受到美杜莎的攻击，感染变成了另一个美杜莎。男主角忍痛杀死了她，用她的眼泪打破了雷斯達身上的咒语。雷斯達为亞曼達复仇，杀死了表示已将吊坠交给暗影騎士的Davias。男主角之后遇到并击败了暗影騎士；但他发现女主角被尤利烏斯控制精神，开启了玛那之树的入口。尤利烏斯表示他是邦多魯帝国——多年前想要控制玛那的帝国——的最后一位生存者，并轻松击败了男主角。
男主角意识到自己没有击败尤利烏斯的力量，并从Cibba处得知了有一把名为王者之剑的强力之剑。在Cibba的帮助下，他只找到一把生锈的剑。Cibba解释道，生锈的剑就是王者之剑，对值得使用之人就会显示其真正力量。男主角接着来到通向玛那神殿的Dime塔，并遇到了名为Marcie的机器人。在到达塔顶时，塔开始崩塌，Marcie将男主角掷到对岸后，和塔一起沉了下去。在通过剑的试练后，男主角遇到并击败了尤利烏斯，然而玛那之树也枯萎了。这时女主角的母亲出现，表示她是现在的玛那之树，并在临死前询问女主角是否要接替她的位置。女主角答应并和男主角告别，变成了下一个玛那之树，男主角則是答應女主角的母親守護女主角變成瑪那之樹和給波加德的遺言，並且獨自一人騎著另外一個陸行鳥，踏上旅程。
GB版的攻略本有說明後續劇情，男主角旅程完之後回到瑪那神殿，邊守護女主角變成的瑪那之樹的芽，邊澆水，不過女主角變成瑪那之樹的芽陷入迷惘。

## 开发与发行
史克威尔在1986年申请了圣剑传说商标，打算将其用作副标题为“亚瑟王的神剑”的游戏，并由青木和彦率领制作于FC磁碟机。在早期广告中，游戏使用了史无前列的五张软盘，成为当时为FC开发的最大作品。尽管史克威尔曾开放该游戏的预订，但原史克威尔雇员森山薰确认，管理层在项目脱离早期规划阶段之前便取消了这项雄心勃勃的计划。1987年10月，订户收到一封带有退款的通知函，函中告知他们计划取消。同时信中还建议他们考虑购买另一款即将出品的类似角色扮演游戏：《最终幻想》。
在1990年《最终幻想III》发行后，史克威尔提出设计师石井浩一监督一款系列衍生游戏。游戏开发于Game Boy平台，并在开发初期定名“格玛骑士”；最终，史克威尔重新启用了“圣剑传说”商标名，游戏以“圣剑传说 ～最终幻想外传～”为题发售。游戏后来在北美以“最终幻想冒险”（Final Fantasy Adventure），在欧洲以“神秘探索”（Mystic Quest）为题发行。石井提出游戏基本情节，而编剧北瀨佳範构思关键剧情点，并将其融入游戏场景剧本。石井自己设计了全部角色，而北濑和大桥吾郎负责游戏系统开发。
圣剑传说是石井浩一渴望打造一个架空世界的结果。在石井看来，圣剑传说并非一个电子游戏系列，而是由电子游戏展现，并可通过游戏探索的世界。石井从他孩童时记忆的抽象画面，以及小时吸引他的电影和奇幻书籍中汲取了灵感。石井力求避免树立常规，他的所受影响也相应非常广分化。但尽管如此，他也承认他特别受到《姆明》、路易斯·卡羅《爱丽丝梦游仙境》和J·R·R·托尔金《魔戒》的文学影响。

### 音乐
《圣剑传说 最终幻想外传 原声音乐》（聖剣伝説 ファイナルファンタジー外伝 Original Soundtrack）于1991年7月15日在日本发行。游戏16首曲目由伊藤贤治谱写，而《陆行鸟的生日》一曲由史克威尔著名作曲家植松伸夫谱曲。1991年9月30日发行的收录了一系列改编曲目。两张专辑又收录于1995年合辑《圣剑传说 最终幻想外传 声音合辑》中。第二张改编专辑于1998年12月10日发行。专辑由石川祐弘和根岸久代编辑。游戏音乐还收录于圣剑传说20周年纪念CD合辑中。

### 版本与商品
1998年，Sunsoft获得游戏及Game Boy沙加系列游戏的再发行许可。虽然广告宣称游戏支持Game Boy Color，但游戏没有做任何强化。RPGamer 2004年7月的一篇报道称，史克威尔给忠实顾客分发投票，测试将《圣剑传说 ～最终幻想外传～》移植到任天堂DS的可行性。
2003年，游戏Game Boy Advance重制版《新约 圣剑传说》发行。而原版游戏的重制版又于2006年8月16日为日本手机SoctBank 3G网络发行。游戏随后又移植于i-Mode和EZWeb手机，并分别于2006年11月6日和2007年2月5日开放下载服务。移动电话版的游戏系统和原版相近，但图形、音效做了更新，使用了改进的世界地图并做了其它小修改。游戏角色在各重制版之间重新设计了多次。
日本有两本攻略本发行，分别为《圣剑传说 最终幻想外传 <基础知识篇>》和《圣剑传说 最终幻想外传 <完全攻略篇>》，每本书都带有角色设计图和漫画。两本攻略本分别于1991年5月和8月发行。
新纪元社还发行了同名两卷小说，小说由佐藤俊之和F.E.A.R创作。小说是新纪元社“Truth In Fantasy”丛书的一部分，两卷各发行于1997年12月24日和1998年11月9日。

## 评价
GameRankings收集的7个评论中，《圣剑传说 ～最终幻想外传～》的汇总得分为79.07%。IGN称赞Game Boy再发行版的强大情节、图形和音乐。他们还称赞游戏的解密元素有新意，并将游戏和《萨尔达传说 梦见岛》做了对比，但他们认为游戏角色扮演元素和其注重动作的本质融合的并不很好。RPGFan还称赞游戏可能是史上最佳的Game Boy游戏。RPGamer则称赞了游戏剧情，“这是你可以和角色及其周围世界产生联系的故事”。Nintendojo给了游戏类似的称赞，但认为其和最终幻想迥然不同，“如果你期待传统意义的最终幻想，你会感到失望。但是如果你玩过游戏一段时间，你可能就会认为，它自己的方式也同样有趣。”
游戏自最初发行以来一直获得正面评价。GamesRadar将《圣剑传说》列为最希望登上任天堂3DS Virtual Console的作品之一。GameDaily将其明确称为Game Boy系统上的最终幻想作品，并称其“提供了数小时角色扮演的激情，无论你是在牙医诊所等待，还是在去祖母家的路上”。《Pocket Games》杂志也给了相同的观点，将其列为最佳50各Game Boy游戏的第8名，并称“系列每部游戏剧本编写良好、角色充实的庞大经典”。Kotaku称赞原版游戏为“非常棒的动作RPG”。1UP.com称游戏代表俯视视角动作角色扮演类型的进化。他们在2007年将原版游戏的购买和欣赏方面评为“值得！”，并称其作为圣剑传说首作就有很多独特的游戏系统。GamesRadar将游戏列为史上第13大Game Boy游戏，称其有趣的等级系统和大量可收集道具弥补了糟糕的英语翻译。Game Informer也称赞了游戏的等级系统，但他们也称游戏和其续作相比“太简陋了”。